# Gambrus tunicularuber
Gambrus tunicularuber là một loài tò vò trong họ Ichneumonidae.